# Condado de Macon (Georgia)
El condado de Macon (en inglés: Macon County), fundado en 1837, es uno de 159 condados del estado estadounidense de Georgia. En el año 2007, el condado tenía una población de 13 745 habitantes y una densidad poblacional de 13 personas por km². La sede del condado es Oglethorpe. El condado recibe su nombre en honor al general Nathaniel Macon.

## Geografía
Según la Oficina del Censo, el condado tiene un área total de 1051 km² (405,8 mi²), de la cual 1044 km² (403,1 mi²) es tierra y 7 km² (2,7 mi²) (0,66%) es agua.

### Condados adyacentes
- Condado de Peach (noreste)
- Condado de Houston (este)
- Condado de Dooly (sureste)
- Condado de Sumter (sur)
- Condado de Schley (suroeste)
- Condado de Taylor (noroeste)

## Demografía
Según el censo de 2000,, los ingresos medios por hogar en el condado eran de $24 224, y los ingresos medios por familia eran $29 402. Los hombres tenían unos ingresos medios de $26 922 frente a los $18 611 para las mujeres. La renta per cápita para el condado era de $11 820. Alrededor del 25,80% de la población estaban por debajo del umbral de pobreza.

## Transporte

### Principales carreteras
- Ruta Estatal de Georgia 26
- Ruta Estatal de Georgia 49
- Ruta Estatal de Georgia 90
- Ruta Estatal de Georgia 128
- Ruta Estatal de Georgia 224
- Ruta Estatal de Georgia 240

## Localidades
- Ideal
- Marshallville
- Montezuma
- Oglethorpe